# Québec-Ouest (district électoral du Canada-Uni)
Pour les articles homonymes, voir Québec-Ouest.
Circonscription électorale provinciale du Canada
Québec-Ouest est un district électoral de l'Assemblée législative de la province du Canada.

## Liste des députés
| Années | Années      | Député                | Affiliation  |
| ------ | ----------- | --------------------- | ------------ |
|        | 1861 - 1863 | Charles Joseph Alleyn | Conservateur |
|        | 1863 - 1867 | Charles Joseph Alleyn | Conservateur |